# Saline (Míchigan)
Saline es una ciudad en el condado de Washtenaw en el estado de Míchigan, en los Estados Unidos. A partir del censo de los Estados Unidos del 2000, la población de la ciudad era 8034 habitantes.
La ciudad es famosa por su Festival Gaélico, que atrae visitantes por todas partes de los EE. UU. También es el pueblo de origen de los Saline Fiddlers y Fiddlers Restrung, dos grupos musicales que son renombrados nacionalmente por su pericia como violinistas. En una encuesta de CNN/Money Magazine, Saline figuró entre los 100 lugares mejores para jubilarse en los Estados Unidos.

## Administración de la ciudad
Gretchen Driskell es la actual alcaldesa de Saline. Fue reelegida en 2006, y es la primera alcaldesa femenina de la ciudad.